# Алієв Алі Вейсович
Алі́єв Алі́ Ве́йсович (20 березня 1950, село Даштикуллар, Грузія) — радянський інженер-механік, доктор фізико-математичних наук (1991), професор (1992).

## З життєпису
Народився в 1950 році в селі Даштикуллар Болніського району Грузинської РСР. В 1973 році закінчив Ленінградський механічний інститут, в 1977 році Удмуртський державний університет. З 1986 року завідувач кафедри ІжДТУ.
Займається дослідженням в області моделювання процесів горіння. Автор теорії числового експерименту для внутрішньокамерних процесів в двигунних установках, ним виявлені закономірності нестаціонарних режимів роботи двигунів. Має 130 наукових публікацій, 15 свідоцтв на винаходи, 2 патенти.

## Твори
- Численный эксперимент в теории РДТТ. Екатеринбург, 1994. (у співавторстві)
- Исследование актуальных проблем машиностроения и механики сплошных и сыпучих сред. М., 1995. (у співавторстві)